# Akesina basalis
Akesina basalis är en fjärilsart som beskrevs av Moore 1888. Akesina basalis ingår i släktet Akesina och familjen Anomoeotidae. Inga underarter finns listade i Catalogue of Life.